# Суляндзіга Павло Васильович
Павло Васильович Суляндзіга (нар. 20 лютого 1962 року, село Олон Пожарського району Приморського краю ) -  громадський активіст удегейської національності, борець за права корінного населення. Кандидат економічних наук, почесний професор кафедри ЮНЕСКО Новосибірського державного університету. До 2010 був першим віце-президентом Російської асоціації корінних народів Півночі (RAIPON) і членом Постійного форуму ООН з питань корінних народів. У 2006-2014 роках. член Громадської палати РФ. Член Робочої групи ООН з питань прав людини та транснаціональних корпорацій , яка займається поширенням Керівних принципів ООН щодо бізнесу та прав людини. Учасник  Форуму Вільних Народів Пост-росії.

## Біографія

### Діяльність в Росії
Народився в сім'ї удегейців  . Навчався в Хабаровському державному педагогічному інституті . З 1984 по 1987 роки займався викладацькою діяльністю, працюючи учителем математики та заступником директора школи.
У 1985 році визнаний найкращим молодим вчителем Приморського краю та взяв участь у І З'їзді молодих вчителів Радянського Союзу.
У 1987 році був обраний головою виконавчого комітету Ради народних депутатів, на цій посаді пробув до 1991  . З цього року обіймав посади президента Асоціації корінних народів Приморського краю та голови Національної ради народних депутатів села Красний Яр . З 1993 по 1994 рік обіймав посаду керівника проектного комітету зі збереження біорізноманіття в басейні річки Бікін, після чого, до 1995 року, займався керівництвом проекту «Традиційні ремесла корінних нечисленних народів та розвиток етнологічного туризму».
В 1995 году залишивши посаду голови Національної ради народних депутатів і був призначений радником Губернатора Приморського краю з питань корінних нечисленних народів Півночі, на посаді якого працював до 1997. У 1997 році займався проектом «Регіональне законодавство щодо корінних нечисленних народів на Далекому Сході», обіймаючи посаду директора проекту. У тому ж році став віце-президентом, а за кілька років (в 2001) — першим віце-президентом Асоціації корінних народів Півночі, Сибіру і Далекого Сходу Російської Федерації, залишивши цей пост у 2010. Одночасно з 2000 по 2002 обіймав посаду голови правління Секретаріату корінних народів Арктичної Ради; з 2003 по 2006 — заступника голови Робочої групи Арктичної Ради зі сталого розвитку. В 2004 став президентом Міжднародного фонду «Батани». З 1999 був співредактором журналу «Світ корінних народів — Жива Арктика».
З моменту створення Громадської палати в 2006 був її членом, обіймав посаду співголови робочої групи ОПРФ з розвитку віддалених територій Сибіру і Далекого Сходу Громадської палати Російської Федерації  .
Два терміни обирався членом Постійного Форуму ООН з питань корінних народів (з 2005 до 2011 року)  . Був заступником голови Постійного Форуму ООН з питань корінних народів, Спеціальним доповідачем Постійного Форуму з питань взаємин корінних народів та промислових компаній  .
З 2011 по 2018 роки обирався членом робочої групи ООН з прав людини, транснаціональних корпорацій та інших видів бізнесу від регіону Східної Європи  .
У серпні 2012 року за участю Суляндзіги та за сприяння російських інстанцій було сплановано та здійснено евакуацію тяжкохворого та ізольованого від громадськості чемпіона світу з шахів Бориса Спаського з Парижа до Москви  .  
У 2014 році не був випущений з Росії на конференцію ООН у США з питань корінних народів (за словами Суляндзіги, прикордонник вирвав сторінку з його паспорта і заявив, що він недійсний)  
У 2016 році висунутий партією «Яблуко» кандидатом у депутати Державної Думи за регіональним списком від Приморського краю, а також одномандатним округом   .

### Діяльність в США
2017 року був змушений виїхати із Росії та попросив політичний притулок у США  . Живе в штаті Мен, продовжуючи очолювати Міжнародний фонд розвитку та солідарності корінних народів «Батані»  . У 2022 році взяв участь у Форумі Вільних Народів Пост-росії, що пройшов у Варшаві, виступивши з пропозицією про створення Конгресу корінних народів Росії за кордоном  .
В останні роки Суляндзіга багато співпрацює з різними університетами. У 2017-2018 був призначений запрошеним ученим у Дартмут Коледж (Нью-Хемпшир), у 2019-2021 був призначений науковим дослідником у Боудоїн Коледж (Мейн).
З 2019 року є членом Правління Організації Indigenous Peoples Rights International  .
У 2022 році обраний членом Ради директорів організації IRMA (Initiative for Responsible Mining Assurance), яка об'єднує представників бізнесу, правозахисників, екологів, профспілок та корінних народів, які працюють над стандартами, що захищають права людини з боку гірничодобувного бізнесу  .
З 2022 року є головою SIRGE Coalition , яка керується корінними народами та займається захистом прав корінних народів від бізнесу, що має відношення до «зеленої економіки»  .
В 2022 був одним з ініціаторів створення Міжнародного Комітету корінних народів Росії, щоб від імені корінних народів виступити проти війни, яку розв'язала Росія проти України  .
21 липня 2023 року Мін'юст Росії вніс Суляндзігу до списку т.зв. фізичних осіб - " іноземних агентів "  .

Примітки
1. ↑  Павел Суляндзига — член Общественной палаты РФ — Трибуна Общественной Палаты(Перевірено 22 лютого 2012)
2. ↑  Previous Members of the Permanent Forum on Indigenous Issues (англ.). UNDESA Division For Inclusive Social Development Indigenous People. Архів оригіналу за 9 серпня 2018. Процитовано 9 серпня 2018.
3. ↑  Forum Members 2008—2010[недоступне посилання з Апрель 2018](англ.)(Перевірено 22 лютого 2012)
4. ↑  Железная логика на железной дороге. На столичной магистрали широко отмечен Международный день шахмат. Гудок. 22 липня 2016. Архів оригіналу за 15 серпня 2016. Процитовано 27 липня 2016.
5. ↑  Малым народам «не дают» выехать на конференцию ООН. Архів оригіналу за 26 вересня 2014. Процитовано 15 листопада 2014.
6. ↑  Представителей малых народов РФ попытались не выпустить на конференцию ООН. Архів оригіналу за 29 листопада 2014. Процитовано 15 листопада 2014.
7. ↑  Региональные группы партии «ЯБЛОКО» на выборах в Государственную Думу. Архів оригіналу за 2 жовтня 2011. Процитовано 24 липня 2016.
8. ↑  Список кандидатов от партии «Яблоко» в депутаты Государственной Думы, выдвинутых по одномандатным округам. Архів оригіналу за 25 липня 2016. Процитовано 24 липня 2016.
9. ↑  Новая газета, 3 мая 2017 года. Защитник коренных народов Севера попросил политического убежища в США. Архів оригіналу за 28 жовтня 2018. Процитовано 27 жовтня 2018.
10. ↑  These Indigenous activists stood up for their rights and were forced to flee Russia [Архівовано 2024-01-16 у Wayback Machine.] // Broadview, 16.05.2022.
11. ↑  Руслан Габбасов: «Идет неприкрытый лингвоцид и этноцид» [Архівовано 2023-06-21 у Wayback Machine.] // «Идель. Реалии», 8.05.2022.
12. ↑  IPRI. Архів оригіналу за 26 січня 2023. Процитовано 26 січня 2023.
13. ↑  IRMA. Архів оригіналу за 26 січня 2023. Процитовано 26 січня 2023.
14. ↑  SIRGE Coalition. Архів оригіналу за 26 січня 2023. Процитовано 26 січня 2023.
15. ↑  Международный Комитет коренных народов России. Архів оригіналу за 26 січня 2023. Процитовано 26 січня 2023.
16. ↑  Минюст внес журналиста Михаила Козырева и активиста Павла Суляндзигу в список иноагентов. Афиша. 21 липня 2023. Процитовано 22 липня 2023.